# Axel Peschel
Axel Peschel (nascido em 2 de agosto de 1942) é um ex-ciclista alemão que competiu no ciclismo nos Jogos Olímpicos de Verão de 1968, sem conquistar medalhas.